# Podtabor, Dobrepolje
Podtabor je naselje v Občini Dobrepolje.